# Romain Lemarchand
Romain Lemarchand (Saint-Brieuc, 1987. július 26. –) francia profi kerékpáros. 2017-ben visszavonult a versenyzéstől.

## Élete
Romain Lemarchand François Lemarchand fia, aki maga is profi kerékpáros volt 1985 és 1997 között.  Romain 2009-ben állt profinak, 2010-ben pedig már a BigMat-Auber 93 csapat színeiben versenyzett. 2013-ban a Cofidisnál folytatta pályafutását. 
2014. augusztus 1-jén a Cofidis bejelentette, hogy a 2014-es szezon végén megválik Lemarchand-tól. Ő ezt követően a dán Cult Energyhez írt alá. A következő szezonját különböző egészségi problémák nehezítették, ennek ellenére csapata meghosszabbította a szerződését. A 2017-es évad végén bejelentette visszavonulását.

## Eredményei
2009
1., Francia országúti bajnokság - Időfutam-bajnokság - U23 
1. - Chrono des Herbiers - U23
2010
4. - Párizs - Mantes-en-Yvelines
5., összetettben - Ronde de l'Oise
7. - Tour du Doubs
9. - Tro-Bro Léon
9. - GP de la Somme
2012
9., Francia országúti bajnokság - Időfutam bajnokság